# Agrupació Guerrillera de Catalunya
Agrupació Guerrillera de Catalunya fou una agrupació per a la resistència armada contra el règim franquista constituïda pel PSUC i les JSUC amb seu a la serra de Prades i diverses valls del Pirineu de Girona, amb base a Manlleu. després de la fallida invasió de la Vall d'Aran (1944). Va estar activa entre els anys 1946 i 1948.

## Antecedents
Després de la fallida invasió de 1944 Miguel Núñez González va fugir de Madrid (on intentava reconstituir el PCE) cap a Barcelona, per integrar la comissió político-militar del PSUC, amb Tomasa Cuevas Gutiérrez, com a enllaç entre la comissió i la delegació del PSUC i Antoni Senserrich i Llavina, representant del Partit. Núñez els proporcionava armes i discutia les orientacions polítiques.
Van contactar amb dispersats de la vall d'Aran: les brigades 21a i 1a a la Serra de la Mussara sota el comandament de Juan Ramón Lázaro Delicado i «El madriles», contactaren amb el PSUC a la zona de Reus-Baix Camp abans de fugir cap al Maestrat. Aquesta unitat assassinà l'alcalde falangista de Cornudella de Montsant (Priorat) i els caps de policia del Montsià i Reus. El grup també va tenir contacte amb dos grups de 60 guerrillers de la serra de Montsant, així com un grup de 8 guerrillers de la 153a Divisió que havia travessat la Jonquera. Hi havia altres grups a Manresa, serra de Montseny i les mines d'Osor.
També s'havia format un grup de guerrilla urbana a Barcelona dirigit per Moisés Hueso Mateo (cap militar), Pere Romeral (responsable polític), Atiliano García (responsable militar de la ciutat); Joan Cuadrado, Josep Tamborero, Antoni Hidalgo, Rafael Hernández, Bonifaci Garcia, Josep Ventura Villagrasa i fins a 20 guerrillers. Rebien armes de França i comptaven amb suport de les masies de Girona.
A finals de març de 1945 van intentar assassinar l'alcalde de l'Hospitalet de Llobregat a la seva farmàcia. Seguint la pista la policia van ferir i detenir Joan Cuadrado, i li confiscà documentació que els va permetre detenir el dia 4 d'abril Celestí Carreté, tota l'agrupació guerrillera (els caps Hueso, Aymerich, Bru) i el responsable polític (Núñez), el responsable d'organització de la delegació (Pere Pujol) i el delegat de la UGT a l'Aliança Catalana (Carrión). El dia 5 d'abril foren detinguts 18 militants i la direcció provincial de Lleida, 48 militants a Girona i la direcció comarcal del Maresme.
L'abril de 1945 foren enviats des de Tolosa de Llenguadoc els dirigents Josep Aymerich i Aymerich i Josep Bru i Sans, veterans de les Forces Franceses de l'Interior, perquè agrupessin els guerrillers que van aconseguir eludir el setge de la Vall d'Aran i fer-ne una agrupació sòlida. Van organitzar la I Brigada Guerrillera, però els seus membres foren detinguts aviat.
A la primavera de 1945 un grup format per Eduard Segrià, Joan Arévalo i Francesc Serrat «Cisquet» van tractar d'organitzar un grup de guerrillers urbans a Barcelona, però a partir de maig van caure i foren executats el 25 de febrer de 1946. Un altre grup va executar l'inspector de Falange al Baix Camp, Camilo Morales, i juny de 1945 un nou cop policial provocà la detenció dels guerrillers Francesc Serrat i Raquel Pelayo «Rebeca», amb Jesús Monzón Repáraz, la qual cosa va trencar novament l'organització a Barcelona.

## L'Agrupació Guerrillera de Catalunya
Per tal de reorganitzar el PSUC foren enviats a Barcelona l'agost de 1945 Antoni Senserrich, que era a València, Josep Serradell i Pérez i Margarida Abril i González. Van formar dos grups per tal de dinamitzar novament la guerrilla:
- Un dirigit per Joaquim Puig i Pidemunt, qui des del 1940 havia treballat amb Jesús Monzón Repáraz a França. Havia estat responsable del PSUC a França des del 1944, quan Eduard Pérez Marí passà a l'interior. Els altres membres del grup serien Joaquim Yúfera «Albert», Trullàs i Joan.
- Un altre dirigit per Àngel Carrero «Álvaro», representant del PSUC a l'AFARE (Agrupació de Forces Armades de la República Espanyola), juntament amb Carretero i Serrano

El 1946 van decidir reestructurar l'aparell militar. Gaudien de 140 militants organitzats a l'AFARE i durant 1946 disposaren cinc brigades a Barcelona, però l'octubre de 1946 les van dissoldre i es van reorganitzar en tres grups guerrillers dirigits per Angel Carrero Sancho «Álvaro», qui va passar la tasca en la comissió politicomilitar que feia a Pere Valverde Fuentes. També hi havia dos grups guerrillers més a Reus i Valls.
Per tercer cop el PSUC va posar en funcionament a finals de 1946 l'Agrupació Guerrillera de Catalunya, integrada per:
- Ia Brigada Jaime Girabau, dirigida per Numen Mestre Ferrando August. Estava composta per quatre companyies: Serrat, Mesón, Espuig i Fermín Galán. Cada companyia estava formada per 3 persones. Eren un total de 28 homes, tots ells militants del PSUC o de les JSUC.
- 2a Brigada Guerrillera, dirigida per Jaume Valls Sardà. Els seus membres eren militants PSUC i de la CNT.

Les dues brigades estaven dirigides per Ángel Carrero. El conjunt que formaven amb uns 12 grups, que es movien per Tarragona i per Girona. L'agrupació actuava sota les ordres de la Junta Suprema d'Unió Nacional.
Durant 1946 i 1947 van fer un seguit d'atemptats a Barcelona: edificis de la Falange, monuments a la Victòria, assalts a comerços. Les accions més destacades foren:
- 19 de juliol de 1946: Posaren un explosiu plàstic en un vàter de la Delegación Provincial de Sindicatos a la Via Laietana, 13 de Barcelona.
- 31 d'octubre de 1946: posaren un explosiu al segon pis de la Sección de Racionamiento de la Delegación Provincial de Abastecimientos y Transportes.
- 11 de novembre de 1946: posaren explosius al Restaurante Parellada i Pasteleria Mora, freqüentats per les autoritats franquistes,[6] situats als números 389 i 409 de l'Avenida del Generalísimo, que no van explotar.
- 29 de novembre de 1946: posen dues bombes al transformador elèctric del carrer Consell de Cent, 202, a locals de La Prensa i Solidaridad Nacional que provocaren la mort de dos treballadors i una dona transeünt. L'objectiu potser era Luys Santamarina,[7] però les víctimes foren l'electricista Enrique Sánchez, de 52 anys, l'impressor Ernesto Laporta Morales, de 28 anys, que va morir després de ser ingressat a l'Hospital Clínic de Barcelona, i Margarita Sánchez Martínez, saragossana de 44 anys que treballava com a minyona en una casa propera.[8]
- El mateix dia dipositaren dos sobres amb material explosiu a la redacció de La Vanguardia, un adreçat al seu director, Luis Martínez de Galinsoga, que van explotar en una habitació buida de la redacció.
- 12 de desembre de 1946: posen una càrrega explosiva en una torreta metàl·lica de conducció d'electricitat de Pedralbes.
- 3 d'abril de 1947: posen una càrrega de dinamita als locals de la FET y de las JONS, al carrer Cros, 5, al barri de Sants.
- 14 d'abril de 1947: posen una càrrega explosiva a les torretes d'alta tensió de la Musara i Vilaplana (Tarragonès).[5]

## La caiguda dels 80 i fi de l'AGC
Aquest atemptat provocà una forta reacció policial. En gener de 1947 fou detingut Ángel Carrero, i Pere Valverde es va fer càrrec del grup guerriller. La detenció de Carrero va portar cap a Carlos Sancho Ventura, encarregat de portar armes i explosius de Manlleu a Barcelona. Així l'abril de 1947 es produí la principal caiguda: Puig Pidemunt, Ferran Rius Tomàs «Calduch», Sebastià Piera Lloveras i Eduard Arias Cabrera. A Numen Mestres el va detenir el 18 d'abril de 1947 el grup del comissari Pedro Polo Borreguero. Va estar 18 dies a la Jefatura Superior de la Policia, a la Via Laietana de Barcelona, on va ser reiteradament torturat. Tots els detinguts patiren tortures, de manera que a Pere Valverde li trencaren les dents i durant dies va perdre la visió a causa dels hematomes als ulls.
L'abril de 1948 es va produir l'anomenada «caiguda dels vuitanta» que provocà el desmantellament no sols de l'AGC sinó també de la direcció política i l'aparell de propaganda del PSUC i les cèl·lules a La Maquinista Terrestre y Marítima i Fraguas Vulcano. Foren detingudes set dones, encarregades bàsicament de la distribució i transport de propaganda i armes, confecció de banderes catalanes, i republicanes i la reorganització de la Unió de Dones de Catalunya, entre les detingudes hi havia Empar Arranz Castillo, Paquita Coronel Garcia, Flora Martínez Monreal, Mercè Clota Vilarrasa, Eulàlia Martínez Salart, Anna Mayoral i Dolores Sanz de Arellano. Foren detingudes un total de 96 persones, entre militants i simpatitzants, que foren ingressades als calabossos dels soterranis de la Prefectura de Via Laietana i sotmeses a tortura pels membres la Brigada Político-Social (BPS).
Entre 13 i 14 d'octubre de 1948 es van produir consell de guerra contra els 78 militants detinguts (Sumaríssim 35836). Joan Comorera va enviar un telegrama al secretari general de l'ONU, Trygve Lie, demanant la seva intervenció en el cas. Lie també va rebre peticions d'intervenció de la presidenta de la Federació Democràtica Internacional de Dones, Eugénie Cotton, i del secretari general de l'Associació Internacional de Juristes Democràtics, Joe Nordman, per demanar la seva intervenció. Es va fer públic l'informe d'un advocat que va assistir al judici, James S. Clark, membre de la Haldane Society. Es dictaren 8 condemnes a mort, de les quals quatre foren executades: Joaquim Puig i Pidemunt, editor de Treball i responsable de la delegació del Comite Central del PSUC; Numen Mestre Ferrando, dirigent de les JSUC; Angel Carrero Sancho, cap militar de la guerrilla a Barcelona i Pere Valverde Fuentes, responsable polític de l'agrupació. Els altres quatre condemnats, Santos Gómez Nebot, Carlos Martínez, Esteve Arias Gazquez i Bernat Cregut Beltran, els fou commutada la pena a 30 anys.